# Lienardia peristernioides
Lienardia peristernioides é uma espécie de gastrópode do gênero Lienardia, pertencente a família Clathurellidae.